# Jorge Theriaga
Jorge Tenreiro Theriaga (Lisboa, 8 de Março de 1954) é um médico e jogador de bilhar português.

## Biografia
Filho de José Abreu Theriaga e de sua mulher Josephine Tenreiro.
É sócio do Sporting Clube de Portugal desde os 8 dias de idade. Frequentou o Colégio Militar. É Licenciado em Medicina.
Encontrou no bilhar o seu desporto de eleição, começando a sua prática desde 1972 no Sporting, sagrando-se nesse ano campeão de juniores.
Detentor de uma carreira invejável, possui 19 campeonatos nacionais e 15 títulos colectivos. Ganhou uma Taça de Portugal individual e quatro por equipas, além de cinco Supertaças.
Conta também com os seguintes títulos: 
| Medalha  | Campeonato         | Ano              |
| -------- | ------------------ | ---------------- |
| Bronze   | Europa             | 1986; 1993; 1999 |
| Bronze   | Mundo              | 1992             |
| Prata    | Mundo              | 1994             |
| Prata    | Europa             | 1994             |
| Prata    | Taça do Mundo      | 1999             |
| 1º lugar | Torneio de Masters | 1999             |
| Bronze   | Europa             | 1999             |

Foi Campeão Nacional e do Mundo de Bilhar às Três Tabelas.
Em 1982 foi distinguido com o prémio Stromp, na categoria de atleta amador. Este é o mais alto prémio do Sporting Clube de Portugal.
É considerado por muitos como o melhor bilharista português de todos os tempos.
Casou em Lisboa, Santa Isabel, a 23 de Março de 1976 com Maria Isabel de Almada Burguette de Bacelar Ferreira (Póvoa de Varzim, Póvoa de Varzim, 22 de Agosto de 1954), filha de Francisco Silvério Pereira de Bacelar Ferreira (Aveiro, 24 de Novembro de 1920), Oficial do Exército, e de sua primeira mulher (Ourém, Fátima, 24 de Janeiro de 1953) Maria dos Anjos Pereira de Almada Burguette (Abrantes, Alvega, Casal Cortido, 12 de Junho de 1934), de ascendência Italiana, da qual teve dois filhos, Jorge Maria Burguette de Bacelar Theriaga (Coimbra, 19 de Abril de 1976) e João Maria Burguette de Bacelar Theriaga (Coimbra, 14 de Agosto de 1981).